# Semiothisa hispanica
Semiothisa hispanica là một loài bướm đêm trong họ Geometridae.